# Satoru Takahashi
Satoru Takahashi (...) è un giocatore di football americano giapponese che milita nel ruolo di linebacker negli Obic Seagulls.